# Chris Osentowski
Pas d'image ? Cliquez ici

a Compétitions nationales et continentales officielles uniquement.

b Matchs officiels uniquement.
Chris Osentowski, né le 26 février 1975 à Des Moines en Iowa (États-Unis), est un joueur de rugby à XV qui joue avec l'équipe des États-Unis entre 2004 et 2007, évoluant au poste de pilier.
Chris Osentowski a fini ses études à la Lincoln East High School en 1993, il va ensuite à l'University of Pennsylvania où il obtient un diplôme en Relations Internationales en 1997. Il a joué pendant ses études au football américain.

## Carrière

### équipe nationale
Il a eu sa première cape internationale avec l'équipe des États-Unis le 27 novembre 2004 à l’occasion d’un match contre l'équipe d'Italie. 
Chris Osentowski a été retenu dans le groupe pour la Coupe du monde 2007. 

### Club
Chris Osentowski a débuté au rugby à XV seulement à l'âge de 23 ans. Il joue avec le club de Belmont Shore RFC. 
Il a joué en Nouvelle-Zélande pour la formation d'Hikurangi RFC.
- Hikurangi RFC ( Nouvelle-Zélande)
- Belmont Shore RFC

## Palmarès
- 18 sélections
- 0 point
- Sélections par années : 1 en 2004, 3 en 2005, 7 en 2006, 7 en 2007
- Retenu dans le groupe pour la Coupe du monde 2007 (4 matchs).